# Atari Panther
De Atari Panther was de 32 bits voorganger van de Atari Jaguar en werd ontwikkeld door hetzelfde ex-Sinclair Technology-team dat verantwoordelijk was voor de ontwikkeling van de Flare One en Konix Multisystem. De lancering stond gepland voor 1991 maar Atari besloot het project stop te zetten ten gunste van de Atari Jaguar.
Het beschikte over drie computerchips: een Motorola 68000-processor met een kloksnelheid van 16 MHz, een objectverwerkingschip Panther en een Ensoniq geluidschip Otis met 32 geluidskanalen. De Panther kon 8192 kleuren uit een 18-bitspalet van 262.144 kleuren weergeven en gelijktijdig 65.535 sprites weergeven. De Panther werd nooit geproduceerd aangezien het ontwerp door de Jaguar werd voorbijgestreefd.

## Spellen
Twee spellen stonden gepland om te worden uitgebracht op de Panther: Crescent Galaxy en Raiden. Zij werden echter herschreven en vervolgens uitgebracht op de Atari Jaguar.

## Specificaties
- Processor: 16-bit Motorola 68000 met een kloksnelheid van 16 MHz
- Werkgeheugen: 32 KiB
- ROM: 64 KB
- Video:
  - Chip "Panther" (uit het "Blossom"-project)
  - Resolutie: 320x200 beeldpunten
  - maximaal 7860 kleuren gelijktijdig en maximaal 32 per regel
  - Kleurpalet: 262144 kleuren
  - Antenne-, RGB- en SVHS-uitgangen
  - Genlock-optie
- Geluid:
  - Ensoniq Otus
  - 8 MIPS
  - 29-Bit DSP
  - 16-Bit stereo PCM-geluid
  - 32 stemmen
  - 8 KB PCM-RAM
  - Stereo hoofdtelefoonuitgang
- Grafisch:
  - 32 MHz
  - 32-Bit objectgeoriënteerde grafische processor
  - 65536 sprites gelijktijdig
  - Hardwarematige scrolling
- Cartridge: maximale grootte 6 MB
- Spelbesturing: 2 multifunctionele joystickpoorten geschikt voor 3-knopsjoysticks